# 글루타코닐-CoA
글루타코닐-CoA(영어: glutaconyl-CoA) 또는 글루타코닐 조효소 A(영어: glutaconyl coenzyme A)는 라이신의 이화대사 과정에서의 대사 중간생성물이다.

## 같이 보기
- 글루타콘산 CoA-전이효소
- 글루타코닐-CoA 탈카복실화효소